# Qara (oase)
Qara is een van de Westelijke Oases van Egypte en tevens de naam van het dorpje dat in deze oase ligt. Qara ligt aan de westrand van de Qattara-depressie in de Westelijke Woestijn. De Qara oase is de kleinste oase in de Westelijke Woestijn en heeft ongeveer 300 inwoners.